# Dan Shomron
Dan Shomron (en hebreo, דן שומרון; Ashdot Ya'akov, 5 de agosto de 1937 - Hertzliya, Israel, 26 de febrero de 2008) fue un político y militar israelí, tomando el cargo de Ramatcal entre los años 1987 y 1991.